# 智利眾議院
智利众议院是智利国会两院中的下议院，自2017年開始通过汉狄法開放名單比例代表制选举产生。
根據規定，众议員必須年滿21歲，沒有被取消投票資格，已完成中等教育或同等學歷，及在選舉前至少兩年連續居住在所屬選區。